# Olunda, Knivsta kommun
Olunda är en bebyggelse i Lagga socken i Knivsta kommun. Mellan 2015 och 2020 samt från 2023 avgränsade SCB här en småort.